# 12556 Кіробінсон
12556 Кіробінсон (12556 Kyrobinson) — астероїд головного поясу, відкритий 17 серпня 1998 року.
Тіссеранів параметр щодо Юпітера — 3,526.